# Raton
Raton – miasto w Stanach Zjednoczonych, w stanie Nowy Meksyk, siedziba administracyjna hrabstwa Colfax.